# 張蘭徳
張蘭徳（ちょうらんとく、1876年 - 1957年4月19日）は、清朝末期の宦官。総管太監。別名小徳張。

## 生涯
張蘭徳は、15歳のとき、生活のために糞拾いをしているところ侮辱されたため、裕福になりたいと思い、自宮を受けて、宦官として後宮に入った。1892年、京劇を学ぶために宮殿内の昇平府歌劇団に派遣された彼は、優れた京劇の才能から西太后に高く評価され、後に西太后から「恒泰」の名を与えられた。。
1898年に彼は後宮の太監に昇進した。1900年の義和団事件で、八カ国連合軍が侵攻してきた際は、西太后に従って逃亡した。
西太后死後は隆裕太后に仕えるようになった。辛亥革命の際には、袁世凱は張蘭徳に賄賂をおくり、隆裕太后に「宣統帝の退位を認めなければ、清の皇族は革命家たちに処刑される」と脅しをかけさせた。
隆裕太后死後は天津英国租界で、アパートを経営し、政治と関わることのない隠遁生活を送った。